# Squamicapilla arenata
Squamicapilla arenata är en fjärilsart som beskrevs av Schultze 1908. Squamicapilla arenata ingår i släktet Squamicapilla och familjen träfjärilar. Inga underarter finns listade i Catalogue of Life.